# Чесмин, Алексей Викторович
Алексе́й Ви́кторович Чесми́н (род. 7 февраля 1986, Электрогорск, Московская область) — российский парафутболист, защитник паралимпийской сборной России. Чемпион Паралимпийских игр 2012 по футболу 7×7, двукратный чемпион мира, заслуженный мастер спорта России.

## Награды
- Медаль ордена «За заслуги перед Отечеством» II степени (19 ноября 2007) — за заслуги в развитии физической культуры и спорта и многолетнюю добросовестную работу.[2]
- Медаль ордена «За заслуги перед Отечеством» I степени (30 сентября 2009) — за большой вклад в развитие физической культуры и спорта, высокие спортивные достижения на XIII Паралимпийских играх 2008 года в Пекине.[3]
- Орден Дружбы (10 сентября 2012) — за большой вклад в развитие физической культуры и спорта, высокие спортивные достижения на XIV Паралимпийских летних играх 2012 года в городе Лондоне (Великобритания)[4].
- Заслуженный мастер спорта России.